# 18510 Chasles
18510 Chasles este un asteroid din centura principală de asteroizi.

## Descriere
18510 Chasles este un asteroid din centura principală de asteroizi. A fost descoperit pe 16 septembrie 1996 la Prescott (Arizona) de Paul G. Comba. Asteroidul prezintă o orbită caracterizată de o semiaxă mare de 2,66 ua, o excentricitate de 0,14 și o înclinație de 2,8° în raport cu ecliptica.